# Craspedolcus strigidorsum
Craspedolcus strigidorsum är en stekelart som beskrevs av Günther Enderlein 1920. Craspedolcus strigidorsum ingår i släktet Craspedolcus och familjen bracksteklar. Inga underarter finns listade i Catalogue of Life.